# Reposador para sujeo

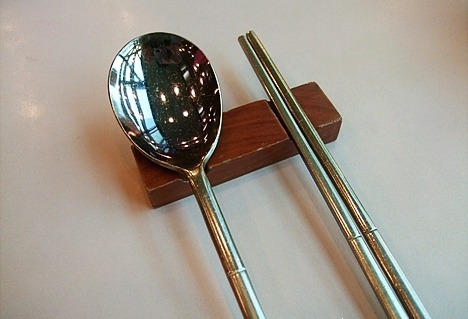
Reposador para sujeo.

Un reposador para cuchara y palillos es una pieza de la vajilla coreana para colocar encima una cuchara y unos palillos sin que toquen la mesa. En el contexto de la cocina coreana, puede denominarse reposador para sujeo, ya que sujeo es el conjunto de la cuchara y los palillos, una combinación muy común en la gastronomía coreana.

## Galería

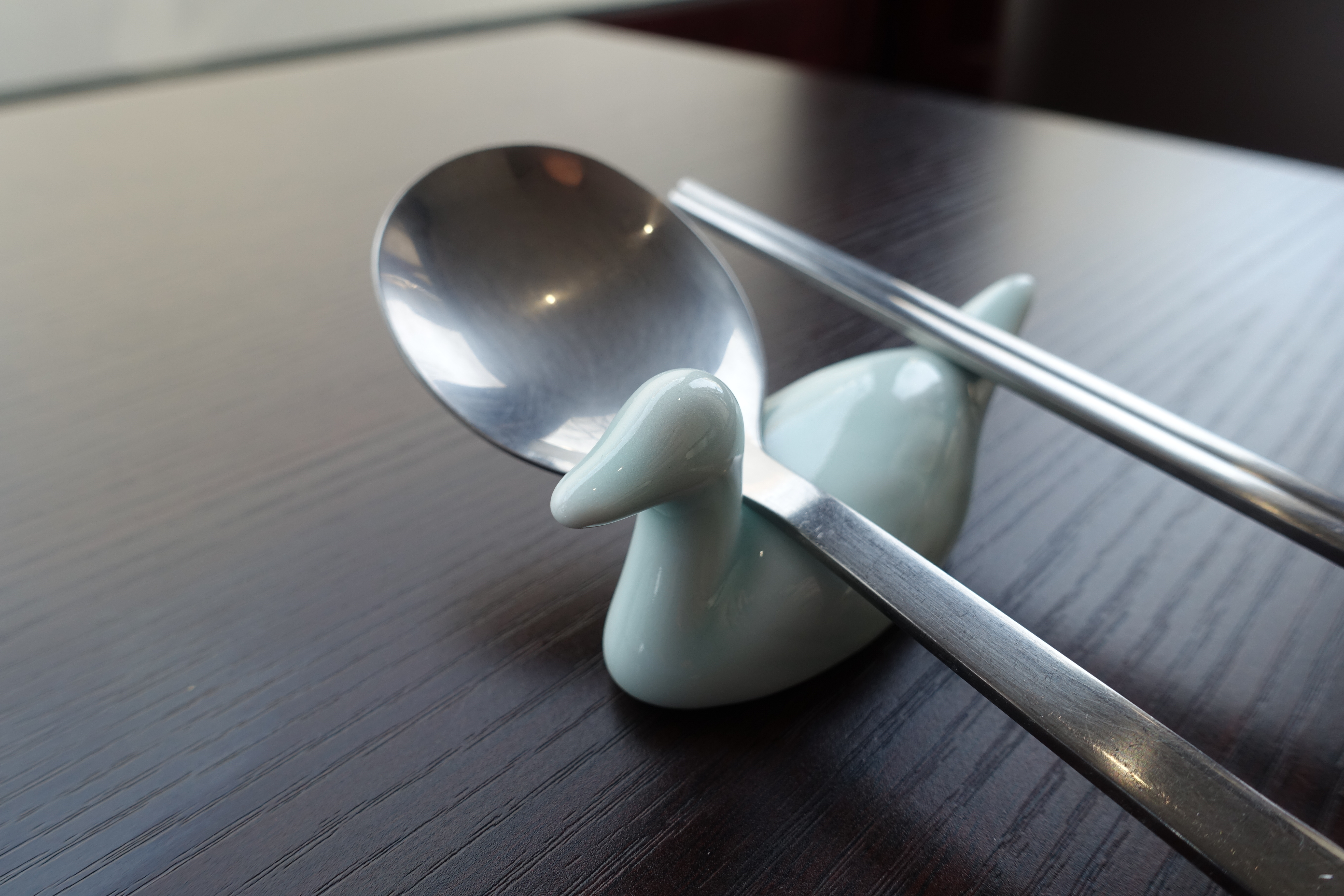
Un reposador para sujeo en un restaurante coreano en París, Francia
Reposador para sujeo de bronce
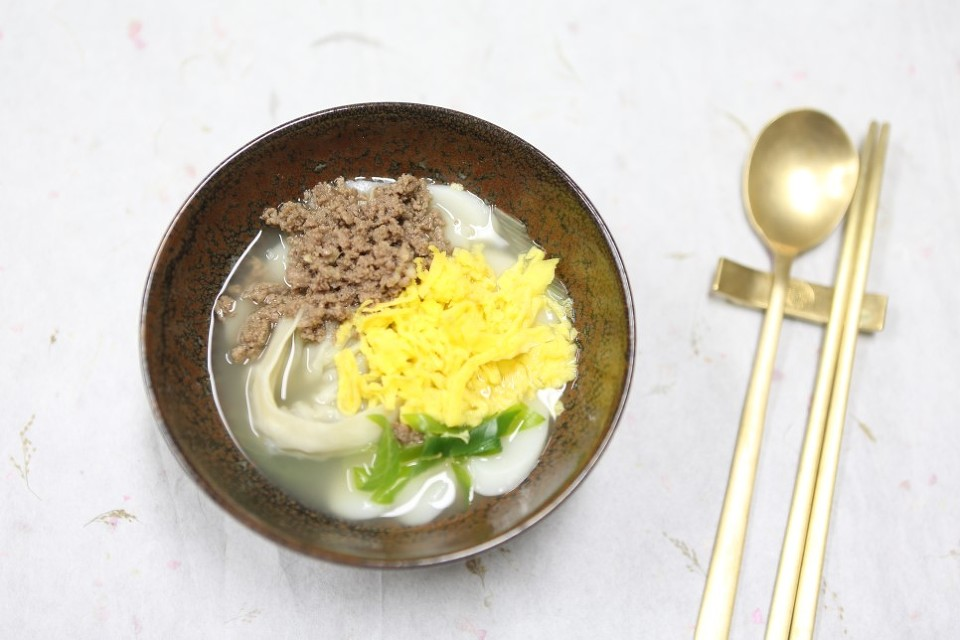
Reposador para sujeo
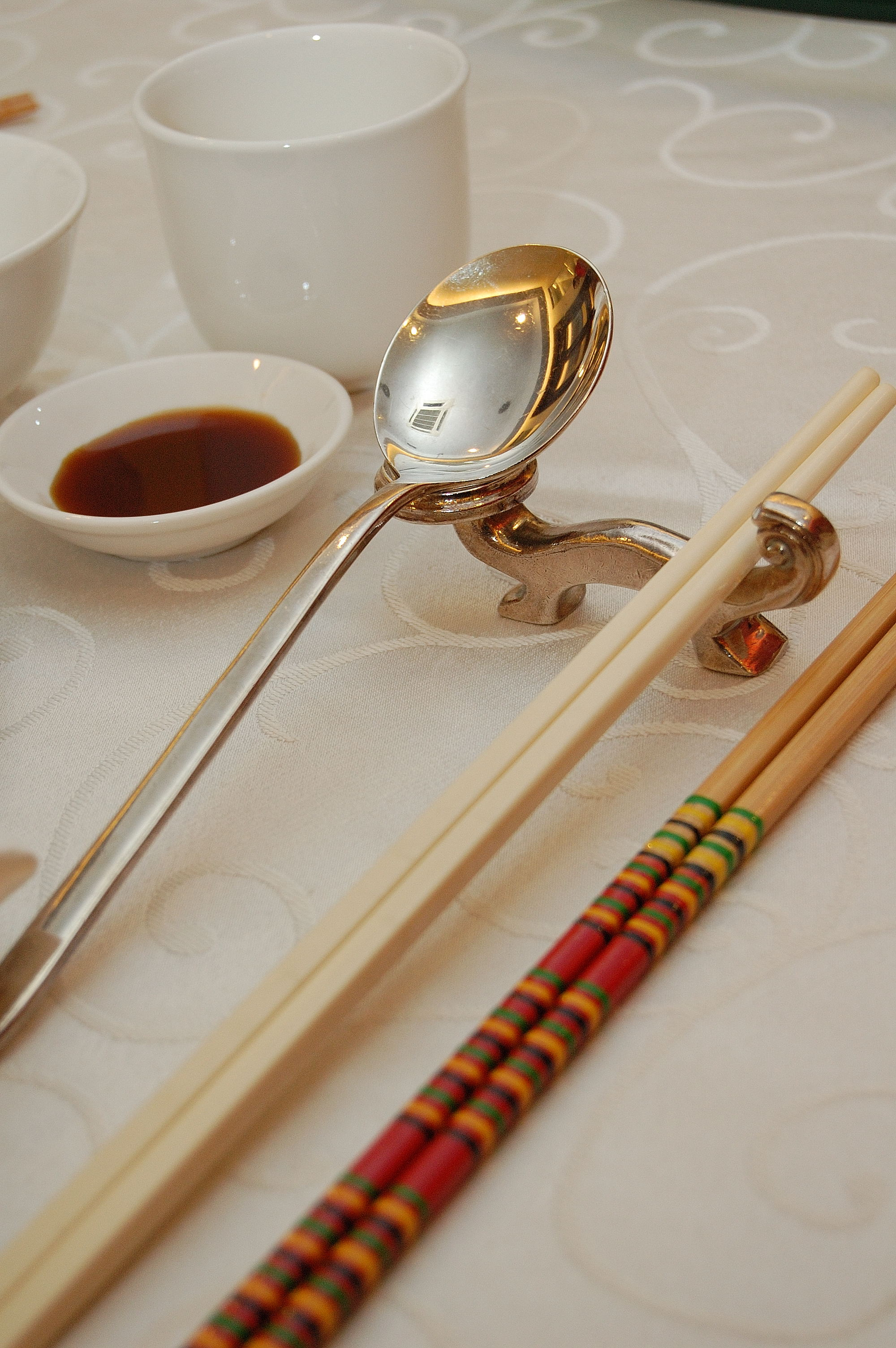
Reposador para sujeo en un buffet chino en Kuala Lumpur, Malasia
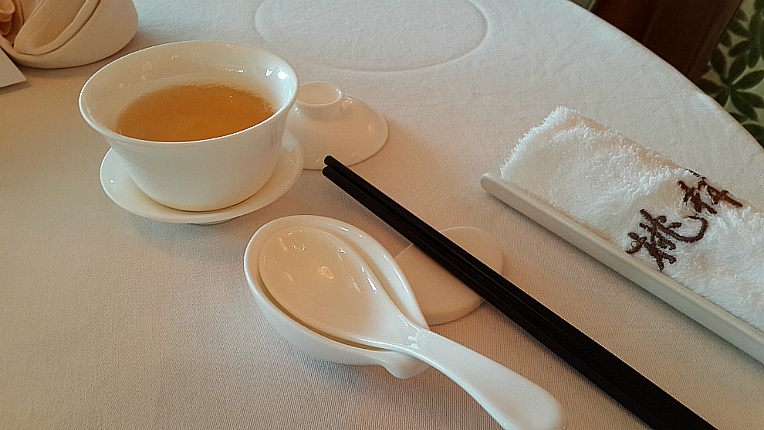
Un reposador para palillos y un reposacucharas en un restaurante chino en Busan, Corea